# Ana Maria Teles Carreira
Ana Maria Teles Carreira es una política y embajadora angoleña, es la embajadora de Angola en Reino Unido.

## Biografía
Tiene una licenciatura en Derecho, una maestría en Estudios Diplomáticos de la Academia Diplomática de Londres en la Universidad de Westminster,y es diplomática de carrera en el Servicio Exterior de Angola. Entre los cargos que ha ocupado en el Ministerio de Relaciones Exteriores se encuentran directora de Asuntos Legales y Consulares y directora para Asia y Oceanía. Trabajó en Congo Brazzaville como consejera y fue embajadora en India y embajadora no residente en Tailandia. Fue acreditada ante el Tribunal de St. James en noviembre de 2005. También es embajadora no residente en Irlanda.